# Cuautla (Jalisco)
Cuautla è un comune del Messico, situato nello stato di Jalisco.